# كودات التصميم البيئي
كودات التصميم البيئي هي قوانين تنظم ابرز المتطلبات المعمارية وبصورة خاصة غلاف المبنى الخارجي 
من حيث:
- نسق الفتحات وحجمها ونسبتها إلى الجدار
- معامل الانتقالية الحرارية لطبقات الجدار والزجاج
- التسرب الهوائي من خلال مفاصل الجدران ونقاط التقاء عناصره
- الإنارة الطبيعية
- التهوية الطبيعية
- توفير الطاقة

كودات التصميم البيئي تتعلق بالامور الواجب توفرها عند التصميم ليكون المنتوج اقرب ما يمكن إلى الاستدامة.
وبكيفية اتخاذ القرارات عند التنفيذ حتى يؤدي في النهاية إلى الحصول على التصميم المستدام.

## الإجراءات والتعليمات التي تقود إلى التصميم ألمستدام
- المباني لها الاثر الأكبر في استخدام الطاقة وتغير المناخ، من خلال
  - التلوث (انبعاث غاز co2, الفضلات)
  - استخدام الماء
  - الحصول على الراحة الحرارية
  - النقل

لتوفير الطاقة وللحد من التلوث البيئي، يجب البحث عن الفرص المناسبة لتطبيق استراتيجيات الاستدامة منذ المراحل الأولية للتصميم المعماري.

## مواضيع الكودات
- المعايير البيئية للتصميم
  - البيئة الحرارية
  - الرطوبة
  - الصوتيات والتذبذبات
- المعلومات المناخية
- الخصائص الحرارية لعناصر المبنى
  - الفقدان الحراري للمبنى
  - السطوح
  - الطوابق الأرضية والسراديب
  - الشبابيك
- التهوية الطبيعية وتسرب الهواء
- حساب الأحمال الحرارية وحجم أجهزة التبريد والتدفئة.
- الكسب الشمسي الداخلي
- الرطوبة والتكاثف في الداخل

## الأهداف
- الحد من الفقدان الحراري قدر الإمكان وزيادة الكسب الحراري من خلال هيكل المبنى
- متطلبات الجدران والأرضيات والأسطح
  - تقليل معامل الانتقالية الحرارية قدر الإمكان

## المجال
- إلزامية للمباني التجارية
- اختيارية للمباني السكنية
  - غلاف المبنى، ماعدا فراغات الخزن غير المكيفة.
  - الأنظمة الميكانيكية والمعدات التي تتضمن التدفئة، التهوية، وتكييف الهواء.
  - الإضاءة الخارجية والداخلية.

مخططات المبنى يجب أن تضم كل المعلومات المتعلقة بتفاصيل إنشاء المبنى، أجهزته والأنظمة الميكانيكية من اجل تمكين السلطات المعنية من تقييم المبنى من ناحية إيفاؤه بمتطلبات الكودة.

### البيانات اللازمة
التفاصيل يجب أن تتضمن ما يأتي:
- غلاف المبنى:
  - مواد العزل،R-Value
  - توزيع الفتحات،U-FACTORS
  - معامل الكسب الشمسي ((SHGC
  - تسرب الهواء.
  - تفاصيل إحكام غلاف المبنى.
- التهوية الطبيعية وتكييف الهواء.
- خدمات الماء الساخن وكيفية ضخه.
- الإضاءة: وتتضمن عمل جداول للإضاءة لمعرفة النوع، العدد، فولتية المصابيح، الإنارة بطريقة اوتوماتكية، نظم السيطرة.
- الطاقة الكهربائية

## محتويات كوده المباني الموفرة للطاقة في الأردن
- الباب الأول: عموميات
- الباب الثاني: متطلبات ومبادئ التصميم المعماري للمباني الموفرة للطاقة
- الباب الثالث: التهوية الميكانيكية
- الباب الرابع: التدفئة والتكييف
- الباب الخامس: تسخين المياه
- الباب السادس: أعمال الإنارة
- الباب السابع: القدرة الكهربائية
- الملاحق
- الهدف

تزويد المهندس المصمم (معماري، ميكانيكي، كهربائي) بالمتطلبات الدنيا اللازمة لتصميم المباني الموفرة للطاقة.
- المجال
  - تطبق على جميع المباني الجديدة العامة والخاصة ومتعددة الأغراض والمستهلكة للطاقة.
  - تطبق على أي تعديلات تجرى على المباني القائمة.
  - تطبق متطلبات الامان والسلامة العامة والقوانين والتشريعات العامة في حال تعارض أي من بنود الكودة معها.

### الباب الثاني: متطلبات ومبادئ التصميم المعماري للمباني الموفرة للطاقة
- عام
  - خفض القيم الحرارية والتبريدية اللازمة- تقليل الكلفة الراسمالية لأنظمة تدفئة وتبريد اصغر.
  - اثر التصميم الأولي لغلاف المباني Building Envelop على تقليل استهلاك الطاقة.
  - الاساليب الايجابية في التصميم- التصميم المعماري المناخي- تحسين الأداء الحراري للمبنى
- الهدف
  - تحسين مستوى الارتياح الحراري- اقل كلفة ممكنة من الطاقة
  - الاستفادة القصوى - الاستغلال الأمثل

#### الاعتبارات التصميمية للمباني
- تحديد المعلومات المناخية الخاصة بالمنطقة التي يقع فيها المبنى
- تقييم الظروف الداخلية التي تحقق الارتياح الحراري لشاغلي المبنى،
- معرفة طبيعة إشغال المبنى ووظيفته لتحديد حمله الحراري.
- معرفة خصائص المواد الانشائية والعازلة للحرارة المنوي استخدامها
- تحديد الوسائل والاجراءات التصميمية المنوي اتباعها Strategies لإنشاء مبنى متكاملاً شكلاً ومضموناً وأداءً كأنظمة الإنارة والتهوية الطبيعية.

#### المتطلبات التصميمية للمباني

##### المنطقة المناخية
يجب الاخذ بعين الاعتبار عند التصميم
- داخل المبنى:
  - درجة الحرارة التصميمية الداخلية شتاءً وصيفاً.
  - التهوية والرطوبة النسبية المتوقعة.
- خارج المبنى:
  - درجة الحرارة الخارجية شتاءً وصيفاً.
  - سرعة الرياح واتجاهها.
  - شدة الإشعاع الشمسي وحركة الشمس وزاوية سقوط الأشعة.

##### الموقع والتوجيه الجغرافي
- أثر الموقع على الأداء الحراري:
  - على قمم الجبال: أكثر عرضة للإشعاع الشمسي والرياح.
  - الأراضي المنبسطة (الشواطئ والسواحل) متوسطة التعرض للإشعاع الشمسي والرياح حسب التوجيه الجغرافي للارض.
  - الأراضي على الهضاب أو التلال أو سفوح الجبال: متوسطة التعرض للإشعاع الشمسي والرياح حسب التوجيه الجغرافي للأرض.
  - الوديان: قليلة التعرض نسبيا للإشعاع الشمسي والرياح- الأمطار.
- توصيات:
  - الواجهة الأساسية للجنوب (حرية الاختيار، الأرض)
  - المحور الطويل شرق - غرب
  - البلكونات والتراسات جنوب - شرق
  - الاروقة والعناصر المعمارية المظللة للجنوب (في الاغوار)

##### شكل المبنى
مساحة اسطح المبنى المعرضة للمناخ وعلاقتها بالكفاءة الحرارية

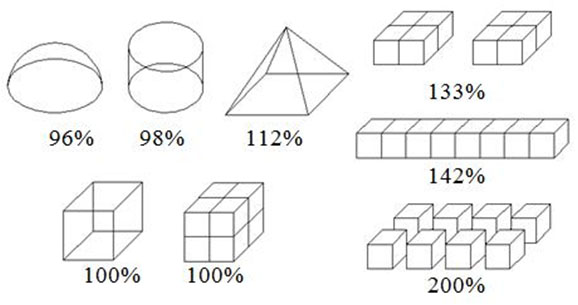
علاقة شكل المبنى بالكفاءة الحرارية

##### أثر ارتفاع المبنى
- درجة التعرض لعوامل الجو
- اهتمام أكثر لعناصر التصميم المؤثرة حسب درجة التعرض

##### أثر شكل الجدران
- خشنة وبروزات معمارية في الأماكن الحارة
- ملساة وناعمة بدون بروزات في الأماكن الباردة

##### أثر شكل المبنى
- المباني العالية تكون اقل تهريبا للطاقة ولكنها تحتاج إلى خدمات أكثر مثل المصاعد وغيرها وهي أكثر عرضة للعوامل الخارجية.
- المباني المنبسطة ضحلة المسقط الافقي (Shallow Plan Buildings) تكون أكثر تهريبا للطاقة؛ إضاءة نهارية وتهوية طبيعية أفضل.
- المباني عميقة المسقط الافقي (Deep Plan Buildings) تكون فيها أقل فقدان حراري- إنارة صنعية وتهوية ميكانيكية وذلك لعدم تعرض جميع واجهاتها إلى الخارج.

##### أثر شكل سقف المبنى
- السقوف المنحنية والمنكسرة؛ - زيادة كمية الظل الذاتي والساقط؛ - تقليل مساحة الجزء المعرض لاشعة الشمس عن سطح المبنى.
- الأقبية: يجب توجيه المحور الرئيسي للأقبية باتجاه جنوب-شمال وذلك لتحقيق اقصـى استغلال لخواص القبو -الظلال- حماية الجدار من الحرارة الزائدة وخفض درجة حرارة السطـح.

##### الغلاف الخارجي للمبنى
- الانتقالية الحرارية:
  - هي التيار الحراري (واط) المنتقل خلال متر مربع واحد من العنصر الإنشائي خلال طبقاته المختلفة بتأثير فرق درجة حرارة واحدة للهواء داخل وخارج المبنى.
  - كلما قلت قيمة الانتقالية الحرارية زادت قدرة العزل الحراري وارتفعت نسبة التوفير في الطاقة الحرارية المفقودة عبر أجزاء البناء الخارجية في فترة التدفئة أو التبريد.
  - وحدة القياس (W/m2.K) (واط/ م2.ك).

###### متطلبات الزامية لرفع الاداء الحراري لغلاف المبنى - الفتحات
نسبة الفتحات إلى مساحة الحيز + اعتبارات التظليل = ضمان الإنارة الطبيعية وتقليل الاكتساب الحراري في الصيف وزيادته في الشتاء.
تحديد توزيع فتحات التهوية على الواجهات ونوعها (تبعاً لاتجاه الرياح) = لضمان تهوية ملائمة صيفاً وشتاءً + التحكم بكمية الهواء النافذ.
يجـب ألا تـزيد قيـم معامـل الكسـب الحـراري الشمـسي (Solar Heat Gain Coefficient) للزجاج المستخدم في الفتحات الرأسية عن (0.25) وللسقفية عن (0.40)

##### توصيات لرفع الاداء الحراري عند تصميم المبنى
- لا تقـل قيمة معامل انعكاس الإشعاع الشمسي (Solar Reflectance) للأسقف عن (0.7). (الالوان الفاتحة)
- أسطح المباني ملساء لأنها أقل كسبا وفقدا للحرارة من السطوح الخشنة.
- لا تقل قيم ابتعاثية السقف (Emissivity) عن (0.75) ومعامل الامتصاص (Absorption) عن (0.30)
- التقليل من مساحات الأبواب والنوافذ والواجهات المعرضة للرياح السائدة =زيادة فقدان الحرارة؛

-الرياح في فصل الشتاء تزيد من احتمال تسرب الهواء بفعل الرياح إلى داخل المبنى خلال الفواصل غير محكمة الإغلاق.
- تقييم مواقع النوافذ من حيث الموقع على الواجهات والأخذ بعين الاعتبار المنظر الجمالي الخارجي من حيث:
  - تقليل مساحة النوافذ في حيز الخدمات.
  - تقليل مساحة النوافذ في الواجهات الشمالية وخصوصا في المناطق الباردة.
  - زيادة مساحة النوافذ في الواجهات الجنوبية وذلك في المناطق الباردة.
  - وضع النوافذ بشكل متقابل ومناسب حسب متطلبات التهوية الطبيعية.
- في مرحلة التصميم- اختيار الموقع الأكثر برودة لوضع الحيز الذي لا يحتاج إلى نظام، مثل الكراجات والممرات وغرف التخزين= المناطق الباردة من المملكة - العكس في المناطق الحارة.
- يفضل أن تكون الغرف المخصصة لأجهزة ومعدات التدفئة والتكييف داخل غلاف المبنى غير منفصلة عن المبنى وذلك للتوفير من الطاقة.
- يفضل أن تكون غرف أجهزة التكييف والتدفئة في موقع متوسط من المبنى وذلك للتقليل من الطاقة الضائعة عبر التمديدات وذلك في المباني غير السكنية وبما يسمح به التصميم.

###### احكام الاغلاق
- الفواصل التي تحيط الفتحات المعمارية وهياكل الأبواب الخارجية.
- نقاط الالتقاء بين الجدران والأساسات والفتحات بين الجدران والأسقف.
- الاختراقات المنفذ فيها خدمات المباني (من أنابيب صرف صحي، وكوابل كهرباء) خلال الأسقف والجدران والأرضيات الخارجية.
- السدائل (الاباجورات) الخارجية وصناديقها.
- يجب إحكام إغلاق الفواصل بين ألواح المواد العازلة في مرحلة التنفيذ لتلافي حدوث جسور حرارية في حالة وجود فراغات بين الألواح.
- يجب فحص النوافذ والأبواب للتأكد من عدم تسرب الهواء من فواصلها عند إغلاقها.

### الإنارة الطبيعية
- مراعاة ما ورد في كودة الانراة الطبيعية.
- المتطلبات الإلزامية:
  - تصميم المبنى بحيث ان لا تقل الأضائة الطبيعية عن (50) %، يستثنى من ذلك كوات الإنارة السقفية.
  - ألا تزيد زاوية العائق (الزاوية الرأسية بين شعاع شمسي ماس قمة مبنى أ والمسقط الأفقي أ^ المارر عن (70%) للمباني السكنية.
  - ألا تقل نسبة مساحة النوافذ الكلية إلى مساحة الجدار الخارجي (10) % للفراغات الخدمية وذلك في المباني السكنية، و15% للفراغات المعيشية.
  - ألا تقل النفاذية المرئية للزجاج المستخدم (Visual Lighting Transmittance) عن (0.45)
  - أن لا تزيد نسبة المساحة الكلية لكوات الإنارة السقفية (Skylight) إلى مساحة السقف الموجودة فيه عن 12%.
  - يجب أن تكون تنهيات (تشطيبات) الأسطح الداخلية بالنسبة للفراغات المعيشية فاتحة أو متوسطة اللون وذلك لزيادة أثر الإنارة الطبيعية والتقليل من استخدام الإنارة الصنعية في النهار قدر الإمكان، وذلك في المناطق الباردة والحارة.
  - يجب استخدام وسائل التظليل للتقليل من الاثر السلبي للحرارة.

### توصيات لتحسين كفاءة الإنارة الطبيعية
- يوصى بوضع الفتحات بالقرب من الجدران لتقليل التباين والبهر (Glare) الناتج عن التضاد الشديد بين مستوى شدة الإنارة بالداخل والخارج، والاستفادة من الجدران الجانبية كأسطح عاكسة ومشتتة للضوء الساقط عليها
- يوصى بان يكون توزيع الفتحات منظما في حالة وجود أكثر من فتحة.
- يوصى برفع منسوب قمط الفتحات إلى أقصى ارتفاع ممكن عن مستوى البلاط للسماح بدخول الضوء إلى مسافات عميقة وذلك في فتحات الواجهات الشمالية مع مراعاة متطلبات التظليل في باقي الواجهات.
- يوصى بوضع النوافذ في أكثر من جدار.
- يوصى باستخدام المواد العاكسة في الأعماق الكبيرة ليصل الضوء إلى أبعد مسافة ممكنة في الداخل.
- يوصى بمراعاة التوجيه الأفضل للمبنى والفتحات لضمان وصول أشعة الشمس إلى فراغات المبنى.

#### الهدف من وسائل التظليل
- منع دخول الإشعاع الشمسي في الاوقات التي يكون فيها غير مرغوبا وذلك في فصل الصيف.
- التقليل ما امكن من استهلاك الطاقة الكهربائية في عمليات التكييف والناتجة عن ارتفاع درجات الحرارة الداخلية في فصل الصيف.
- المساعدة في التحكم بمستوى الإنارة النهارية داخل البناء.

#### وسائل التظليل الداخلية
عندما لا تتوفر إمكانية استخدام وسائل التظليل المتحركة الخارجية فانه ينصح استخدام إحدى وسائل التظليل الداخلية لما لها من مميزات مثل مرونة وسهولة الاستخدام وتعدد التصاميم والمتانة والتحمل والكفاءة بالإضافة إلى المظهر والعزل الحراري وان كانت أقل كفاءة في الآداء الحراري حيث لا تمنع ارتفاع درجة حرارة الفراغ الداخلي بشكل فعال.

#### المتطلبات الإلزامية الواجب توفرها في وسائل التظليل
يجب ترك فراغ صغير بين وسيلة التظليل المتحركة والواجهة التي تظللها وذلك لتمرير الهواء الساخن بسرعة على الواجهة لتقليل انتقال الحرارة خلال اتصال وسيلة التظليل المتحركة بالواجهة.
يجب أن تكون وسائل التظليل المتحركة مصنوعة من مواد خفيفة لا تحتفظ بالحرارة حتى لا تسخن وتشع الحرارة على واجهة المبنى.

#### توصيات لاستخدام وسائل التظليل
استخدام وسائل التظليل ذات معامل تظليل أقل من (0.2)، -تعمل على التقليل من الأشعة النافذة إلى المبنى والممتصة بنسبة كبيرة = على التقليل من التأثير الحراري السلبي داخل المبنى في فصل الصيف.
استخدام وسائل التظليل المتحركة في الواجهات الشرقية والجنوبية الشرقية والواجهات الغربية والجنوبية الغربية حيث تتغير زوايا الشمس بسرعة.
استخدام وسائل التظليل المتحركة الخارجية عن وسائل التظليل المتحركة الداخلية- تعمل على تقليل تأثير الحرارة المباشر والإشعاع الشمسي.

#### مميزات التهوية الطبيعية في المباني.
- تأمين مستوى مقبول من الهواء النقي داخل المبنى بأقل التكاليف التشغيلية والانشائية الممكنة.
- تأمين جو صحي ومريح للناس داخل المباني.
- تقليل الاعتماد على وسائل التكييف الكهروميكانيكية المستهلكة للطاقة قدر الإمكان.

#### المتطلبات الإلزامية عند التصميم للتهوية الطبيعية.
- تصميم التهوية الطبيعية في مراحل التصميم الأولية لتامين أكبر فائدة ممكنة ولتكون الحاجة للتهوية الميكانيكية أقل ما يمكن.
- لا تتعدى المسافة ما بين الواجهات (الخارجية حتى الخارجية أو الخارجية حتى الفناء الداخلي) خمسة أضعاف الارتفاع الصافي (من البلاط وحتى السقف) للطابق الواحد وذلك للمباني غير السكنية.
- عدم السماح لدخول مياه الأمطار من خلال فتحات التهوية الطبيعية
- مستوى الرطوبة النسبية داخل الحيز (40)% (70)%داخل الحيز.
- الفتحات ومصادر التهوية الطبيعية قريبة على المناطق المظللة، حتى يكون الهواء الداخل بارداً نقياً.
- مصادر التهوية الطبيعية بعيدة عن الهواء الملوث بعوادم السيارات.

وسائل معمارية لزيادة التحكم في اتجاه مسار الهواء عن طريق منسوب الفتحات وحجمها

#### اساليب تحسين التهوية الطبيعية
- التهوية الليلية:
  - استخدام التهوية الليلية وذلك باغلاق النوافذ في الأوقات الحارة في النهار وفتحها ليلاً لإدخال الهواء البارد للفراغات.
- المنور (Shaft):
  - في المباني السكنية وغير السكنية فانه يجب عدم اتصال مخارج الفتحات السفلية للمنور بالكراجات أو مناطق ذات هواء ملوث.
- مدخنة الهواء:
  - شفط الهواء الساخن إلى أعلى ثم إلى الخارج حيث يحل الهواء البارد محله في الفراغات المعمارية فكلما كان ارتفاع فتحـة مدخنـة الهواء أكبر بالنسبة لحجم الفراغ المعماري كانت عملية شفط الهواء تتم بشكل أفضل، مع مراعاة ضرورة اقفال المدخنة من الأعلى في فصـل الشتاء لتلافي خروج الهواء الساخن اللازم لرفع درجة الحرارة في داخل الحيـز.
- الملقف:

يؤدي الملقف إلى تجميع الهواء وتوجيهه إلى داخل القناة الرأسية له ومن ثم توزيعه إلى داخل المبنى حيث تبنى مداخل الرياح على ارتفاع عال فوق السطح حيث تكون سرعـة الهـواء أكبر ما يمكن ويكـون الهواء نظيفـاً وخاليـاً من الشوائب والغبار مع الاخذ بعين الاعتبار درجات الحرارة الخارجية لتتناسب مع عرض فتحة الملقف، ففي المناطق الحارة يتم استخدام ملاقف ذات فتحات ضيقة لضمان برودة الهواء قبل وصوله إلى الفراغ الداخلي.
- الفناء الداخلي (Courtyard) والتجويف الداخلي (Atrium):

أن الفناء والتجويف الداخلي الموفر للطاقة يعملان كمنطقة عزل (buffer) ومنظم حراري ما بين المحيط الداخلي والخارجي.
- - استخدامات الفناء الداخلي والتجويف الداخلي:
    - تعديل الجو الداخلي للمبنى.
    - تامين الخصوصية المطلوبة حسب نوع الاشغال.
    - تامين الحماية من الرمال والغبار في المناطق الصحراوية.
- المتطلبات الإلزامية
  - دراسة الفناء الداخلي والتجويف الداخلي في المراحل التصميمية الأوليـة ودمجه في تصميم أنظمة التدفئة والتهوية والإنـارة الطبيعيـة.
  - أكثر الفتحات الخارجية تفتح على الفناء الداخلي وذلك في المناطق الحارة لتنظيم درجات الحرارة الداخلة للمبنى.
  - تصميم فتحات تهوية في أعلى التجويف الداخلي للتخلص من الهواء الساخن -ترتفع درجة الحرارة في الداخل واغلاقها -انخفاض درجة الحرارة.
  - توفير وسائل التظليل المناسبة وتهوية للفناء الداخلي والتجويف الداخلي في الصيف لتفادي زيادة الحرارة فيه.

### الباب الثالث التهوية الميكانيكية
- المجال (في الأماكن التي لا يمكن استخدام التهوية الطبيعية فيها أوالتي تحتاج طبيعة اشغالها إلى تهوية ميكانكية أو التي لا يمكن ان تغذى بتهوية طبيعية بحكم موقعها)
- عام (الإشارة إلى كودة التهوية الميكانيكية)

أنواع التهوية الميكانيكية
المتطلبات الإلزامية
الحد الأقصى، علاقة طبيعة الاشغال بالحد الأقصى للتهوية

### الباب الرابع التدفئة والتكييف
- متطلبات عامة (اعتماد المعدات، نظم مجاري الهواء، التوصيلات الكهربائية، بطاقة البيانات لمهدات التدفئة والتكييف)

المتطبات الازامية للمباني غير السكنية (الحد الادنى لكفاءة المعدات من خلال جداول، ملصقات كفاءة الطاقة للمكيفات، وسائل التحكم، الانابيب والمجاري الهوائية، موتازنة النظام، المكثفات الحرارية، أنظمة الموفرات)
نظم تكييف الهواء (حساب الاحمال، حجم المعدات، أنظمة التحكم، المضخات الحرارية، نظام استرجاع الحرارة)

### الباب الخامس تسخين المياه.
- عام
- أماكن تركيب المعدات
- حساب احمال الماء الساخن
- عزل خزانات المياه الساخنة
- عزل انابيب الماء الساخن
- كفاءة أجهزة ومعدات تسخين المياه
- أنواع أنظمة التسخين الموفرة للطاقة
- وسائل التحكم بأنظمة تسخين المياه
  - أنظمة التحكم بدرجة الحرارة
  - أنظمة المحافظة على درجة حرارة عند نقطة الاستهلاك
  - أنظمة التحكم في مضخات تدوير المياه
- برك السباحة الخاصة
  - مسخنات برك السباحة
  - اغطية برك السباحة

### الباب السادس أعمال الإنارة
- عـام (بالإشارة إلى كودة الإنارة الصنعية)
  - الشمول
  - الاستثناءات
- المتطلبات الإلزامية
  - التحكم في الإنارة
  - إشارات الخروج والطوارئ
  - انارة المساحات الخارجية
- القدرة المستهلكة للإنارة
  - عام
  - طريقة حساب مساحة المبنى الداخلية
  - طريقة حساب قدرة الإنارة المستهلكة حسب وظيفة الحيز
  - القدرة المستهلكة للإنارة الداخلية
- القدرة المستهلكة لتطبيقات الإنارة الخارجية
- التوصيات
- القدرة الكهربائية
- المتطلبات الإلزامية
  - المحولات
  - كفاءة المحركات
  - تصحيح معامل القدرة
  - الفحص والقياس والمراقبة
  - تحسين كفاءة أنظمة توزيع القدرة الكهربائية
- التوصيات

### الملاحق
- المعلومات المناخية في المملكة الأردنية الهاشمية
- قيم الانتقالية الحرارية للفتحات
- الخصائص الفيزيائية للمواد المستخدمة في البناء
- الستائر الداخلية
- وسائل التظليل ومنحنيات ممرات الشمس
- التهوية